# Duhovnost
Duhovnost je pojem, ki se lahko nanaša na nematerialno resničnost, na stanje zavesti, v katerem se človek predaja odkrivanju svojega bitja in duha. Duhovne prakse, med katere sodijo meditacija, molitev in kontemplacija, so namenjene razvoju posameznikovega notranjega življenja. Tovrstne prakse pogosto vodijo k izkustvom povezanosti s splošno resničnostjo, z naravo, kozmosom in najvišjim bitje - Bogom. Duhovnost je pogosto pojmovana kot vir navdiha ali orientacije v življenju. Lahko vsebuje verovanje v nematerialne resničnosti ali doživetja transcendentne narave sveta.